# Angelikí Kanellopoúlou
Angelikí Kanellopoúlou (18 december 1965) is een voormalig tennisspeelster uit Griekenland. Zij is de moeder van Maria Sakkari.
In 1984 nam zij deel aan de Olympische Zomerspelen van Los Angeles – zij bereikte er de kwartfinale.
In 1986 speelde zij als verliezend finaliste de enkelspelfinale van het WTA-toernooi van Athene.
Op de Middellandse Zeespelen 1987 in de Syrische stad Latakia won zij twee medailles: goud in het dubbelspel en zilver in het enkelspel.